# Winterlager von Repton

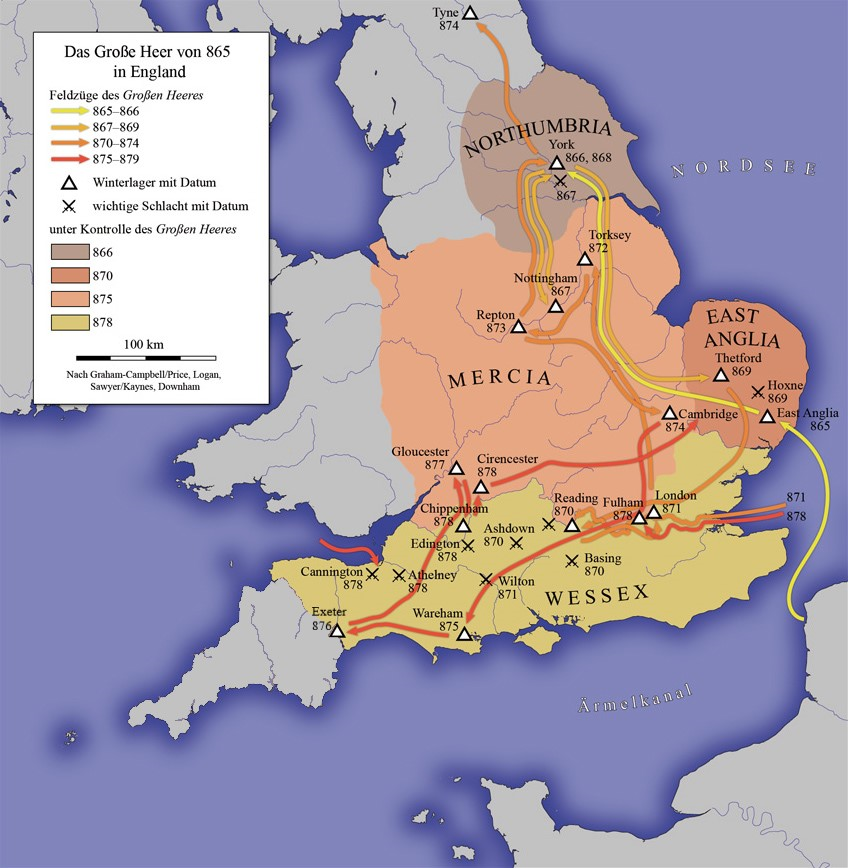
Züge des Großen Heidnischen Heers durch England

Das Winterlager von Repton wurde von Archäologen zufällig entdeckt, als 1985 die Kirche St Wystan in Repton in Derbyshire ausgegraben wurde und man auf einen Graben und einen Erdwall stieß. Es war bekannt, dass die Wikinger seit dem Jahre 850 bei ihren Feldzügen in England, Irland, auf Orkney und im Frankenreich Winterlager errichteten, doch waren derartige Orte zuvor nicht gefunden worden. Das Winterlager von Repton ist beispiellos in England und stellt ein beachtliches Monument der Wikingerkriege mit Wessex dar.
Das Große Heidnische Heer der Wikinger überwinterte im Jahre 871/72 zunächst in London, dann am Trent, 872/73 in Torksey und schließlich 873/74 in Repton. Das dortige Winterlager wurde zur Vorbereitung eines Feldzuges gegen Mercien errichtet, der 874 erfolgte und siegreich war.

## Das Lager
Das Lager war durch einen Wall geschützt, der D-förmig zum damaligen Ufer des Trent verlief. Die Kirche in dessen Zentrum bildete den Zugang zu dieser Befestigung. Die Einfriedung nutzte die natürliche Topographie geschickt aus, insbesondere am Abhang zum Flussufer, das quasi einen Teil der Einfriedung bildete.

## Die Einzelgräber
Um die Kirche wurden Wikingergräber gefunden. Unter ihnen war das eines Mannes von 35 bis 40 Jahren, der durch einen Axthieb gegen seine Hüfte starb und mit Waffen und Ausrüstung begraben wurde. Sein Grab (G 511) war mit einem Steinhügel bedeckt. Unter den Fundstücken befanden sich ein Schwert mit Scheide, zwei Messer und ein kunstvolles Gürtelset. Der Tote trug ein Halsband mit einem Thorshammer und war mit einem Beutel beerdigt worden, der den Eckzahn eines Wildebers und den Beinknochen einer Dohle enthielt, vielleicht als magisches Glücksamulett. Neben dem Toten von Grab 511 war noch ein jüngerer Mann bestattet worden (G 295), der laut einer vorgenommenen Isotopenanalyse aus demselben Gebiet stammte wie ersterer. Zwar waren die beiden Männer getrennt voneinander bestattet worden, der jüngere Mann etwas später, doch waren beide Gräber durch eine rechteckige Steineinfassung miteinander verbunden. Solche Doppelbestattungen sind für das wikingerzeitliche Skandinavien durchaus üblich und kennzeichnen die Verbundenheit der auf diese Weise Bestatteten. Radiocarbondaten zufolge waren beide Männer im Zeitraum zwischen 873 und 886 verstorben, was ebenfalls stark für ihre Zugehörigkeit zum Großen Heer der Wikinger spricht.

## Das Massengrab
Westlich des Walles hatten die Wikinger eine sächsische Begräbniskapelle ausgeräumt und eingeebnet, um sie als Massengrab für mindestens 249 Menschen zu benutzen. Ihre Knochen waren entlang der Wände aufgestapelt worden und in der Mitte befand sich das Grab eines Wikingers von hohem Rang. Die Kapelle war mit einem Erdhügel bedeckt. Fast alle Toten waren männlich und vom fremden Körpertyp her, vermutlich Mitglieder des Wikingerheeres. Sie starben nicht an Kampfverletzungen, daher ist es wahrscheinlich, dass das Heer von Krankheiten heimgesucht wurde. Bei den ansonsten gefundenen Wikingergräbern in England handelte es sich bis auf Repton und 60 Grabhügel bei Ingleby in Derbyshire um Einzelbestattungen.
Heute befindet sich eine Schule am Ort des Lagers von Repton auf dem Steilufer über dem Trent. Hier wurden zwischen 1974 und 1988 Grabungen vorgenommen. Der Grabhügel mit dem Massengrab außerhalb des Lagers war ein markanter Geländepunkt. In seiner Nähe wurde ein aus späterer Zeit stammender Hogback gefunden.